# Óblast de Sir Daria (Imperio ruso)
Sir Daria (en ruso: Сырдарьинская область; 1867-1897) fue una de las óblasts (provincias) del Imperio ruso, siendo parte del Turquestán ruso. Su capital era Taskent.

## Historia
Fue fundada después de que Rusia se anexionara la parte noroeste del Kanato de Kokand, Chimkent (del Emirato de Bujará) y el noroeste del Kanato de Jiva (actualmente Karakalpakistán) en 1867.

## Geografía
Limitaba con las óblast de Turgay, Akmola (capital en Omsk), Semirechye, Samarcanda, Ferganá (hasta 1876 cuando fue anexionado el Kanato de Kokand), y los semi-estados independientes del Kanato de Jiva y el Emirato de Bujará.
Tenía un área de 504,700 km². El tramo más grande de longitud era de aproximadamente 1173 kilómetros, en tanto el ancho era de aproximadamente 747 km.
La región de Sir Daria ocupaba aproximadamente el 70% del área total del Turquestán, y aproximadamente 25% del Turquestán ruso.

## División administrativa

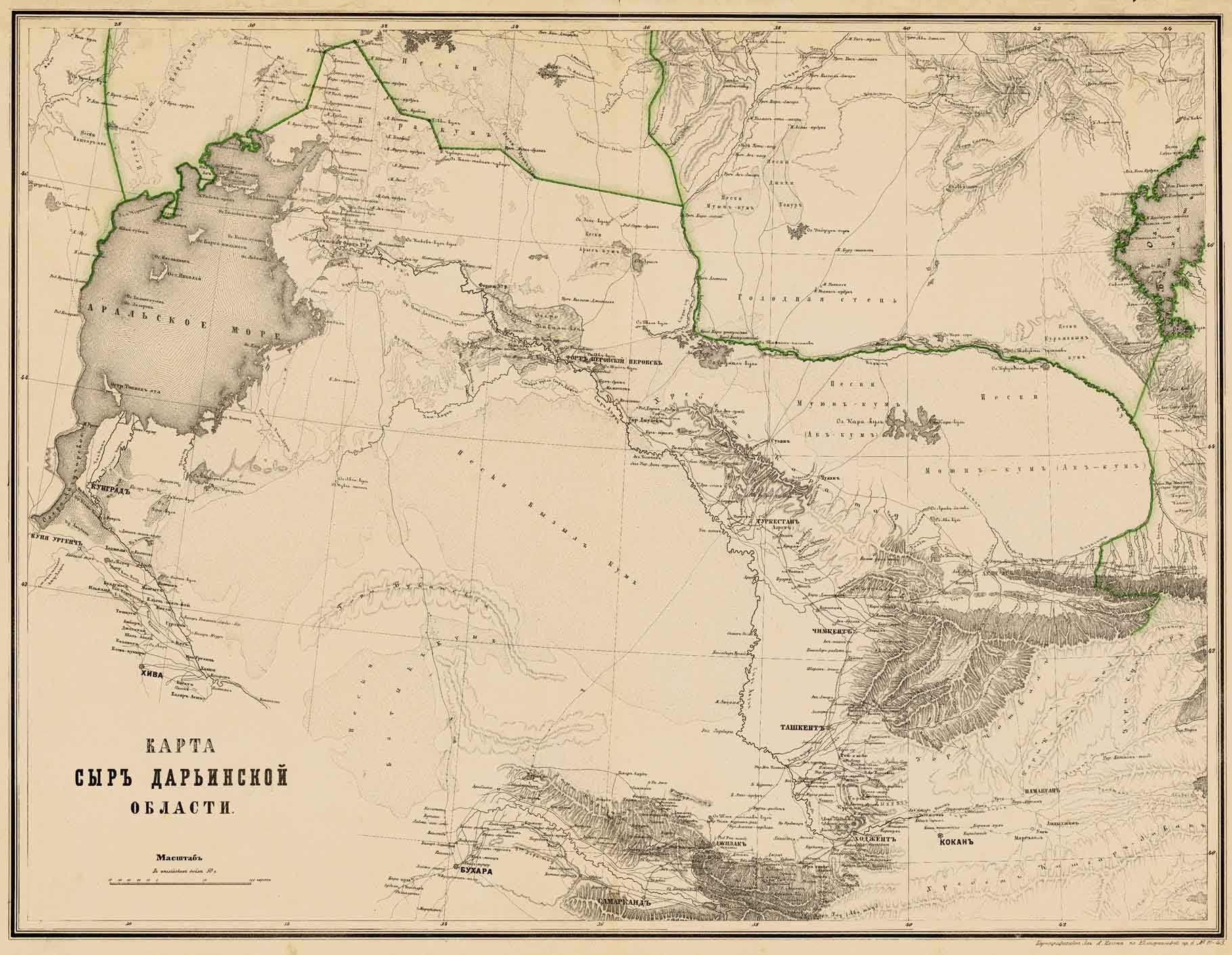
Mapa de la óblast de Sir Daria en 1872.

La óblast de Sir Daria estaba originalmente dividida en seis uyezds:
- Aulie-Ata (en ruso "Evliya Ata")
- Kazalinsk
- Perovsk
- Taskent
- Chimkent
- Ókrug de Amu Darya (Su capital era Petroaleksandrovsk)

## Demografía
Según el censo de 1897, la población total era de 1,478,398 habitantes (803,411 hombres y 674,987 mujeres), incluyendo las ciudades de 205,596. Con la excepción de la ciudad regional de Taskent que tenía 155,673 residentes (la ciudad más populosa en Asia Central rusa).

### Grupos étnicos en 1897
| Uyezd              | Kazajos | Sartos | Karakalpakos | Uzbekos | Rusos | Tayikos | Ucranianos | Otros pueblos túrquicos |
| Total              | 64,4%   | 9,8%   | 6,3%         | 4,3%    | 2,2%  | ...     | ...        | 10,7%                   |
| ------------------ | ------- | ------ | ------------ | ------- | ----- | ------- | ---------- | ----------------------- |
| Aiule-Ata          | 90,9%   | 0,5%   | ...          | 3,1%    | 1,9%  | ...     | 1,9%       | ...                     |
| Kazalinsk          | 96,7%   | 0,4%   | ...          | 0,03%   | 2,0%  | ...     | ...        | ...                     |
| Perovsk            | 97,5%   | 1,1%   | ...          | ...     | ...   | ...     | ...        | ...                     |
| Taskent            | 36,4%   | 24,3%  | ...          | 0,11%   | 3,9%  | 1,0%    | 0,65%      | 31,8%                   |
| Chimkent           | 78,8%   | 11,2%  | ...          | 7,3%    | ...   | ...     | 1,5%       | ...                     |
| Petroaleksandrovsk | 24,2%   | 0,03%  | 47,9%        | 17,7%   | 1,6%  | ...     | ...        | 7,1%                    |

Fuente:
Con la excepción de los rusos y algunos viejos creyentes ortodoxos y otros europeos, cristianos y judíos, el principal núcleo de la población (96.4%) constaba de musulmanes.
Hoy, el territorio de la anterior óblast de Sir Daria está repartido entre Uzbekistán oriental y sureste de Kazajistán.